# 斯特拉扎鄉 (蘇恰瓦縣)
47°55′N 25°33′E / 47.92°N 25.55°E
斯特拉扎鄉（羅馬尼亞語：Comuna Straja, Suceava），是羅馬尼亞的鄉份，位於該國東北部，由蘇恰瓦縣負責管轄，面積45平方公里，海拔高度514米，2002年人口5,690，人口密度每平方公里126人。